# 鲁德尼亚 (萨尔内区)
51°41′17″N 26°34′58″E / 51.68806°N 26.58278°E
魯德尼亞（烏克蘭語：Рудня），是烏克蘭西北部的村莊，隸屬罗夫诺州的薩爾內區。該村始建於1552年，面積0.87平方公里，海拔高度143米，2001年人口586。